# Sybra biapicata
Sybra biapicata är en skalbaggsart som först beskrevs av Charles Joseph Gahan 1907.  Sybra biapicata ingår i släktet Sybra och familjen långhorningar. Inga underarter finns listade i Catalogue of Life.